# New Cape Central Railway
Die New Cape Central Railway (NCCR) war eine private Eisenbahngesellschaft in Südafrika. Sie betrieb die 328 km lange Strecke zwischen Worcester und Voorbaai (bei Mossel Bay) in der Kapprovinz sowie die Strecke George–Mossel Bay. 

## Geschichte
1882 wurde die Cape Central Railway (CCR) gegründet, um ausgehend von Worcester eine Strecke nach Ashton zu bauen. Diese ging 1887 in Betrieb. Die CCR ging in Konkurs, und 1894 übernahm eine neue Gesellschaft, die New Cape Central Railway, den Betrieb. 
Die Bahn wurde bis 1906 nach Voorbai verlängert. Die auf der ganzen Länge in den Ausläufern der Langeberg Mountains verlaufende Strecke ist sehr anspruchsvoll und weist zahlreiche enge Kurven sowie Steigungen bis zu 25 ‰ (1:40) auf. Ortschaften an der Strecke sind unter anderen Swellendam, Heidelberg, Riversdale und Albertinia.
1907 wurde die im Auftrag der Cape Government Railways (CGR) gebaute Strecke zwischen Mossel Bay und George eröffnet, die bei Voorbaai mit der von Worcester kommenden Strecke verbunden ist. Die Strecke wurde von George über den Montagu-Pass nach Oudtshoorn weitergebaut, wo sie an das bestehende Netz der CGR anschloss. Dies war 1913 abgeschlossen, und der Betrieb zwischen Oudtshoorn und Mossel Bay wurde von den inzwischen gegründeten South African Railways (SAR) übernommen.
Die Strecke zwischen Worcester und Voorbai wurde dagegen auch nach der Gründung der SAR von der NCCR betrieben, als einzige öffentliche Eisenbahn in Südafrika. Erst 1925 wurde auch die NCCR von der Staatsbahn übernommen.

## Lokomotiven
Die meisten Lokomotiven der NCCR entsprachen Typen, die auch bei der CGR im Einsatz waren (insbesondere 2'D-Lokomotiven der CGR-Klasse 7). Eine Ausnahme bildeten die beiden 1923 beschafften Garratt-Lokomotiven G1 und G2, die als einzige NCCR-Maschinen eine eigene SAR-Klasse bildeten. Wegen des anspruchsvollen Streckenprofils wurden auch von den SAR bis zur Einführung von Diesellokomotiven weiterhin Garratt-Lokomotiven eingesetzt.